# Interlands Joegoslavisch voetbalelftal 1980-1989
Deze pagina toont een chronologisch en gedetailleerd overzicht van de interlands die het Joegoslavisch voetbalelftal heeft gespeeld in de periode 1980 – 1989.

## Interlands

### 1980
|                                                                       |                                         |       |                          |                                                                                      |
| 22 maart Vriendschappelijk № 410 «onderlinge duels» 15:30 uur (UTC+1) | Joegoslavië                             | 2 – 1 | Uruguay                  | Koševostadion, Sarajevo Toeschouwers: 30.000 Scheidsrechter: Nikos Lagogiannis (GRE) |
| 22 maart Vriendschappelijk № 410 «onderlinge duels» 15:30 uur (UTC+1) | Nikica Klinčarski 8' Zlatko Vujović 59' |       | 72' (e.d.) Boro Primorac | Koševostadion, Sarajevo Toeschouwers: 30.000 Scheidsrechter: Nikos Lagogiannis (GRE) |

|                                                                        |                                     |       |          |                                                                                      |
| 30 maart Balkan Cup 1977/80 № 411 «onderlinge duels» 13:30 uur (UTC+1) | Joegoslavië                         | 2 – 0 | Roemenië | Omladinskistadion, Belgrado Toeschouwers: 7.000 Scheidsrechter: Nihat Özbirgül (TUR) |
| 30 maart Balkan Cup 1977/80 № 411 «onderlinge duels» 13:30 uur (UTC+1) | Mišo Krstičević 35' Safet Sušić 61' |       |          | Omladinskistadion, Belgrado Toeschouwers: 7.000 Scheidsrechter: Nihat Özbirgül (TUR) |

|                                                                       |                                       |       |                  |                                                                                        |
| 26 april Vriendschappelijk № 412 «onderlinge duels» 16:00 uur (UTC+2) | Joegoslavië                           | 2 – 1 | Polen            | Gradski Stadion, Borovo Naselje Toeschouwers: 10.000 Scheidsrechter: Sándor Kuti (HUN) |
| 26 april Vriendschappelijk № 412 «onderlinge duels» 16:00 uur (UTC+2) | Ante Miročević 34' Ante Miročević 68' |       | 26' Janusz Sybis | Gradski Stadion, Borovo Naselje Toeschouwers: 10.000 Scheidsrechter: Sándor Kuti (HUN) |

|                                                                           | |       |                        |                                                                                   |
| 27 augustus Balkan Cup 1977/80 № 413 «onderlinge duels» 17:00 uur (UTC+3) | Roemenië                                                                                            | 4 – 1 | Griekenland            | Gradskistadion, Skopje Toeschouwers: 25.000 Scheidsrechter: Antonis Vasaras (GRE) |
| 27 augustus Balkan Cup 1977/80 № 413 «onderlinge duels» 17:00 uur (UTC+3) | Anghel Iordănescu 21' Rodion Cămătaru 26' Anghel Iordănescu 55' (pen.) Anghel Iordănescu 79' (pen.) |       | 73' (pen.) Safet Sušić | Gradskistadion, Skopje Toeschouwers: 25.000 Scheidsrechter: Antonis Vasaras (GRE) |

|                                                                          |           | |             |                                                                                   |
| 10 september WK 1982 kwalificatie № 414 «onderlinge duels» 19:30 (UTC+2) | Luxemburg | 0 – 5                                                                                              | Joegoslavië | Stade Municipal, Luxemburg Toeschouwers: 3.000 Scheidsrechter: Franz Latzin (AUT) |
| 10 september WK 1982 kwalificatie № 414 «onderlinge duels» 19:30 (UTC+2) |           | 50' Safet Sušić 64' (e.d.) Hubert Meunier 69' Vladimir Petrović 79' Zlatko Vujović 89' Ivan Buljan |             | Stade Municipal, Luxemburg Toeschouwers: 3.000 Scheidsrechter: Franz Latzin (AUT) |

|                                                                              |                                              |       |                         |                                                                                       |
| 27 september WK 1982 kwalificatie № 415 «onderlinge duels» 17:00 uur (UTC+1) | Joegoslavië                                  | 2 – 1 | Denemarken              | Bežigradstadion, Ljubljana Toeschouwers: 22.000 Scheidsrechter: António Garrido (POR) |
| 27 september WK 1982 kwalificatie № 415 «onderlinge duels» 17:00 uur (UTC+1) | Dragan Pantelić 18' (pen.) Zoran Vujović 37' |       | 6' (pen.) Frank Arnesen | Bežigradstadion, Ljubljana Toeschouwers: 22.000 Scheidsrechter: António Garrido (POR) |

|                                                                             |                                            |       |             |                                                                                    |
| 15 november WK 1982 kwalificatie № 416 «onderlinge duels» 14:30 uur (UTC+1) | Italië                                     | 2 – 0 | Joegoslavië | Olympisch Stadion, Turijn Toeschouwers: 50.677 Scheidsrechter: Abraham Klein (ISR) |
| 15 november WK 1982 kwalificatie № 416 «onderlinge duels» 14:30 uur (UTC+1) | Antonio Cabrini 40' (pen.) Bruno Conti 75' |       |             | Olympisch Stadion, Turijn Toeschouwers: 50.677 Scheidsrechter: Abraham Klein (ISR) |

### 1981
|                                                                       |                                         |       |                    |                                                                                     |
| 25 maart Vriendschappelijk № 417 «onderlinge duels» 15:30 uur (UTC+1) | Joegoslavië                             | 2 – 1 | Bulgarije          | Suboticastadion, Subotica Toeschouwers: 20.000 Scheidsrechter: Róbert Jaczina (HUN) |
| 25 maart Vriendschappelijk № 417 «onderlinge duels» 15:30 uur (UTC+1) | Vahid Halilhodžić 1' Blaž Slišković 27' |       | 26' Georgi Slavkov | Suboticastadion, Subotica Toeschouwers: 20.000 Scheidsrechter: Róbert Jaczina (HUN) |

|                                                                          | |       |                             |                                                                                 |
| 29 april WK 1982 kwalificatie № 418 «onderlinge duels» 18:00 uur (UTC+1) | Joegoslavië                                                                                            | 5 – 1 | Griekenland                 | Poljudstadion, Split Toeschouwers: 45.000 Scheidsrechter: Valeriy Butenko (URS) |
| 29 april WK 1982 kwalificatie № 418 «onderlinge duels» 18:00 uur (UTC+1) | Edhem Šljivo 7' Vahid Halilhodžić 23' Dragan Pantelić 42' (pen.) Zlatko Vujović 50' Zlatko Vujović 56' |       | 76' (pen.) Giorgos Kostikos | Poljudstadion, Split Toeschouwers: 45.000 Scheidsrechter: Valeriy Butenko (URS) |

|                                                                             |                   |       |                                          |                                                                                                 |
| 9 september WK 1982 kwalificatie № 419 «onderlinge duels» 19:30 uur (UTC+2) | Denemarken        | 1 – 2 | Joegoslavië                              | Københavns Idrætspark, Kopenhagen Toeschouwers: 48.400 Scheidsrechter: Siegfried Kirschen (DDR) |
| 9 september WK 1982 kwalificatie № 419 «onderlinge duels» 19:30 uur (UTC+2) | Preben Elkjær 62' |       | 48' Zlatko Vujović 63' Vladimir Petrović | Københavns Idrætspark, Kopenhagen Toeschouwers: 48.400 Scheidsrechter: Siegfried Kirschen (DDR) |

|                                                                            |                   |       |                     |                                                                                         |
| 17 oktober WK 1982 kwalificatie № 420 «onderlinge duels» 16:00 uur (UTC+1) | Joegoslavië       | 1 – 1 | Italië              | Rode Sterstadion, Belgrado Toeschouwers: 70.000 Scheidsrechter: Walter Eschweiler (FRG) |
| 17 oktober WK 1982 kwalificatie № 420 «onderlinge duels» 16:00 uur (UTC+1) | Zlatko Vujović 9' |       | 33' Roberto Bettega | Rode Sterstadion, Belgrado Toeschouwers: 70.000 Scheidsrechter: Walter Eschweiler (FRG) |

|                                                                         |                                                                                              |       |           |                                                                                        |
| 21 november WK 1982 kwalificatie № 421 «onderlinge duels» 13:30 (UTC+1) | Joegoslavië                                                                                  | 5 – 0 | Luxemburg | Karadjordjestadion, Novi Sad Toeschouwers: 20.000 Scheidsrechter: Charles Scerri (MLT) |
| 21 november WK 1982 kwalificatie № 421 «onderlinge duels» 13:30 (UTC+1) | Vahid Halilović 1' Vahid Halilović 45' Ivica Surjak 65' Predrag Pasić 73' Zlatko Vujović 75' |       |           | Karadjordjestadion, Novi Sad Toeschouwers: 20.000 Scheidsrechter: Charles Scerri (MLT) |

|                                                                             |                  |       |                                    |                                                                                                 |
| 29 november WK 1982 kwalificatie № 422 «onderlinge duels» 14:30 uur (UTC+2) | Griekenland      | 1 – 2 | Joegoslavië                        | Georgios Karaiskákisstadion, Piraeus Toeschouwers: 11.595 Scheidsrechter: George Courtney (ENG) |
| 29 november WK 1982 kwalificatie № 422 «onderlinge duels» 14:30 uur (UTC+2) | Thomas Mavros 6' |       | 22' Ivica Šurjak 39' Jure Jerković | Georgios Karaiskákisstadion, Piraeus Toeschouwers: 11.595 Scheidsrechter: George Courtney (ENG) |

### 1982
| Wereldkampioenschap voetbal 1982 |
| -------------------------------- |

|                                                                    |             |       |               |                                                                                   |
| 17 juni WK 1982 Groep E № 423 «onderlinge duels» 21:00 uur (UTC+2) | Joegoslavië | 0 – 0 | Noord-Ierland | La Romareda, Zaragoza Toeschouwers: 25.000 Scheidsrechter: Erik Fredriksson (SWE) |
| 17 juni WK 1982 Groep E № 423 «onderlinge duels» 21:00 uur (UTC+2) |             |       |               | La Romareda, Zaragoza Toeschouwers: 25.000 Scheidsrechter: Erik Fredriksson (SWE) |

|                                                                    |                                      |       |                 |                                                                                             |
| 20 juni WK 1982 Groep E № 424 «onderlinge duels» 21:00 uur (UTC+2) | Spanje                               | 2 – 1 | Joegoslavië     | Estadio Luis Casanova, Valencia Toeschouwers: 47.000 Scheidsrechter: Henning Sørensen (DEN) |
| 20 juni WK 1982 Groep E № 424 «onderlinge duels» 21:00 uur (UTC+2) | Juanito 12' (pen.) Enrique Saura 66' |       | 10' Ivan Gudelj | Estadio Luis Casanova, Valencia Toeschouwers: 47.000 Scheidsrechter: Henning Sørensen (DEN) |

|                                                                    |          |                              |             |                                                                                |
| 24 juni WK 1982 Groep E № 425 «onderlinge duels» 21:00 uur (UTC+2) | Honduras | 0 – 1                        | Joegoslavië | La Romareda, Zaragoza Toeschouwers: 25.000 Scheidsrechter: Gastón Castro (CHI) |
| 24 juni WK 1982 Groep E № 425 «onderlinge duels» 21:00 uur (UTC+2) |          | 85' (pen.) Vladimir Petrović |             | La Romareda, Zaragoza Toeschouwers: 25.000 Scheidsrechter: Gastón Castro (CHI) |

|  |  |  |  |  |  |  |  |  |

|                                                                            |                                                    |       |                 |                                                                                |
| 13 oktober EK 1984 kwalificatie № 426 «onderlinge duels» 19:00 uur (UTC+1) | Joegoslavië                                        | 3 – 1 | Noorwegen       | Ullevaalstadion, Oslo Toeschouwers: 12.264 Scheidsrechter: Alojzy Jarguz (POL) |
| 13 oktober EK 1984 kwalificatie № 426 «onderlinge duels» 19:00 uur (UTC+1) | Tom Lund 4' Arne Larsen Økland 68' Dušan Savić 73' |       | 89' Åge Hareide | Ullevaalstadion, Oslo Toeschouwers: 12.264 Scheidsrechter: Alojzy Jarguz (POL) |

|                                                                             |           |                     |             |                                                                                               |
| 17 november EK 1984 kwalificatie № 427 «onderlinge duels» 18:30 uur (UTC+2) | Bulgarije | 0 – 1               | Joegoslavië | Vasil Levski Nationaal Stadion, Sofia Toeschouwers: 8.268 Scheidsrechter: Paolo Casarin (ITA) |
| 17 november EK 1984 kwalificatie № 427 «onderlinge duels» 18:30 uur (UTC+2) |           | 36' Nenad Stojković |             | Vasil Levski Nationaal Stadion, Sofia Toeschouwers: 8.268 Scheidsrechter: Paolo Casarin (ITA) |

|                                                                             |                                                                                  |       |                                                             |                                                                                        |
| 15 december EK 1984 kwalificatie № 428 «onderlinge duels» 13:00 uur (UTC+1) | Joegoslavië                                                                      | 4 – 4 | Wales                                                       | Pod Goricomstadion, Podgorica Toeschouwers: 12.090 Scheidsrechter: Alexis Ponnet (BEL) |
| 15 december EK 1984 kwalificatie № 428 «onderlinge duels» 13:00 uur (UTC+1) | Zvjezdan Cvetković 16' Zvonko Živković 19' Zlatko Kranjčar 36' Miodrag Ješić 66' |       | 6' Brian Flynn 45' Ian Rush 70' Joey Jones 80' Robbie James | Pod Goricomstadion, Podgorica Toeschouwers: 12.090 Scheidsrechter: Alexis Ponnet (BEL) |

### 1983
|                                                                       |          |                                            |             |                                                                                       |
| 30 maart Vriendschappelijk № 429 «onderlinge duels» 16:00 uur (UTC+3) | Roemenië | 0 – 2                                      | Joegoslavië | 1 mei-stadion, Constanța Toeschouwers: 25.000 Scheidsrechter: Matevos Mkrtchian (URS) |
| 30 maart Vriendschappelijk № 429 «onderlinge duels» 16:00 uur (UTC+3) |          | 14' Jasmin Džeko 86' Aleksandar Trifunović |             | 1 mei-stadion, Constanța Toeschouwers: 25.000 Scheidsrechter: Matevos Mkrtchian (URS) |

|                                                                   |                                                                                 |       |             |                                                                                      |
| 23 april Vriendschappelijk № 430 «onderlinge duels» 20:30 (UTC+2) | Frankrijk                                                                       | 4 – 0 | Joegoslavië | Parc des Princes, Parijs Toeschouwers: 40.881 Scheidsrechter: Aron Schmidhuber (FRG) |
| 23 april Vriendschappelijk № 430 «onderlinge duels» 20:30 (UTC+2) | Yvon Le Roux 22' Dominique Rocheteau 32' Dominique Rocheteau 47' José Touré 74' |       |             | Parc des Princes, Parijs Toeschouwers: 40.881 Scheidsrechter: Aron Schmidhuber (FRG) |

|                                                                     |                         |       |          |                                                                                       |
| 1 juni Vriendschappelijk № 431 «onderlinge duels» 17:00 uur (UTC+2) | Joegoslavië             | 1 – 0 | Roemenië | Koševostadion, Sarajevo Toeschouwers: 12.000 Scheidsrechter: Siegfried Kirschen (DDR) |
| 1 juni Vriendschappelijk № 431 «onderlinge duels» 17:00 uur (UTC+2) | Ion Munteanu 59' (e.d.) |       |          | Koševostadion, Sarajevo Toeschouwers: 12.000 Scheidsrechter: Siegfried Kirschen (DDR) |

| |                                                                                  |       |                                        |                                                                                       |
| 7 juni Vriendschappelijk 75-jarig jubileumwedstrijd Luxemburgse voetbalbond № 432 «onderlinge duels» 20:15 uur (UTC+2) | West-Duitsland                                                                   | 4 – 2 | Joegoslavië                            | Stade Municipal, Luxemburg Toeschouwers: 11.000 Scheidsrechter: Francis Bastian (LUX) |
| 7 juni Vriendschappelijk 75-jarig jubileumwedstrijd Luxemburgse voetbalbond № 432 «onderlinge duels» 20:15 uur (UTC+2) | Norbert Meier 13' Norbert Meier 20' Bernd Schuster 79' Karl-Heinz Rummenigge 87' |       | 62' Miodrag Ješić 80' Goran Miljanovic | Stade Municipal, Luxemburg Toeschouwers: 11.000 Scheidsrechter: Francis Bastian (LUX) |

|                                                                            |                                         |       |                 |                                                                              |
| 12 oktober EK 1984 kwalificatie № 433 «onderlinge duels» 17:30 uur (UTC+1) | Joegoslavië                             | 2 – 1 | Noorwegen       | JNA-stadion, Belgrado Toeschouwers: 9.169 Scheidsrechter: Adolf Prokop (DDR) |
| 12 oktober EK 1984 kwalificatie № 433 «onderlinge duels» 17:30 uur (UTC+1) | Zlatko Vujović 21' Hallvar Thoresen 88' |       | 39' Safet Sušić | JNA-stadion, Belgrado Toeschouwers: 9.169 Scheidsrechter: Adolf Prokop (DDR) |

|                                                                         |                                       |       |             |                                                                             |
| 26 oktober Vriendschappelijk № 434 «onderlinge duels» 20:00 uur (UTC+1) | Zwitserland                           | 2 – 0 | Joegoslavië | St. Jakob-Park, Bazel Toeschouwers: 9.000 Scheidsrechter: Jean Koster (LUX) |
| 26 oktober Vriendschappelijk № 434 «onderlinge duels» 20:00 uur (UTC+1) | Beat Sutter 50' Jean-Paul Brigger 84' |       |             | St. Jakob-Park, Bazel Toeschouwers: 9.000 Scheidsrechter: Jean Koster (LUX) |

|                                                                      |             |       |           |                                                                                 |
| 12 november Vriendschappelijk № 435 «onderlinge duels» 16:00 (UTC+1) | Joegoslavië | 0 – 0 | Frankrijk | Stadion Dinamo, Zagreb Toeschouwers: 15.000 Scheidsrechter: Paolo Casarin (ITA) |
| 12 november Vriendschappelijk № 435 «onderlinge duels» 16:00 (UTC+1) |             |       |           | Stadion Dinamo, Zagreb Toeschouwers: 15.000 Scheidsrechter: Paolo Casarin (ITA) |

|                                                                           |                  |       |                       |                                                                                  |
| 14 december EK 1984 kwalificatie № 436 «onderlinge duels» 19:30 uur (UTC) | Wales            | 1 – 1 | Joegoslavië           | Ninian Park, Cardiff Toeschouwers: 24.902 Scheidsrechter: Erik Fredriksson (SWE) |
| 14 december EK 1984 kwalificatie № 436 «onderlinge duels» 19:30 uur (UTC) | Robbie James 54' |       | 81' Mehmed Baždarević | Ninian Park, Cardiff Toeschouwers: 24.902 Scheidsrechter: Erik Fredriksson (SWE) |

|                                                                             |                                                        |       |                                           |                                                                                  |
| 21 december EK 1984 kwalificatie № 437 «onderlinge duels» 16:00 uur (UTC+1) | Joegoslavië                                            | 3 – 2 | Bulgarije                                 | Poljudstadion, Split Toeschouwers: 29.311 Scheidsrechter: Augusto Castillo (ESP) |
| 21 december EK 1984 kwalificatie № 437 «onderlinge duels» 16:00 uur (UTC+1) | Safet Sušić 30' Safet Sušić 52' Ljubomir Radanović 90' |       | 28' Bozhidar Iskrenov 60' Georgi Dimitrov | Poljudstadion, Split Toeschouwers: 29.311 Scheidsrechter: Augusto Castillo (ESP) |

### 1984
|                                                                       |                                                  |       |                    |                                                                                     |
| 31 maart Vriendschappelijk № 438 «onderlinge duels» 16:00 uur (UTC+2) | Joegoslavië                                      | 2 – 1 | Hongarije          | Suboticastadion, Subotica Toeschouwers: 25.000 Scheidsrechter: Robert Matušík (TCH) |
| 31 maart Vriendschappelijk № 438 «onderlinge duels» 16:00 uur (UTC+2) | Milko Ðurovski 67' Ljubomir Radanović 81' (pen.) |       | 86' László Gyimesi | Suboticastadion, Subotica Toeschouwers: 25.000 Scheidsrechter: Robert Matušík (TCH) |

|                                                                     |                               |       |                                                                    |                                                                                    |
| 2 juni Vriendschappelijk № 439 «onderlinge duels» 17:00 uur (UTC+1) | Portugal                      | 2 – 3 | Joegoslavië                                                        | Estádio Nacional, Oeiras Toeschouwers: 10.000 Scheidsrechter: García Carrión (ESP) |
| 2 juni Vriendschappelijk № 439 «onderlinge duels» 17:00 uur (UTC+1) | Rui Jordão 14' Rui Jordão 33' |       | 19' Safet Sušić 43' Sulejman Halilović 82' (pen.) Dragan Stojković | Estádio Nacional, Oeiras Toeschouwers: 10.000 Scheidsrechter: García Carrión (ESP) |

|                                                                     |        |                |             | |
| 7 juni Vriendschappelijk № 440 «onderlinge duels» 21:00 uur (UTC+2) | Spanje | 0 – 1          | Joegoslavië | Estadio municipal José Antonio, La Línea de la Concepción Toeschouwers: 20.000 Scheidsrechter: Enzo Barbaresco (ITA) |
| 7 juni Vriendschappelijk № 440 «onderlinge duels» 21:00 uur (UTC+2) |        | 1' Safet Sušić |             | Estadio municipal José Antonio, La Línea de la Concepción Toeschouwers: 20.000 Scheidsrechter: Enzo Barbaresco (ITA) |

| Europees kampioenschap voetbal 1984 |
| ----------------------------------- |

|                                                                    |                                        |       |             |                                                                                        |
| 13 juni EK 1984 Groep A № 441 «onderlinge duels» 20:30 uur (UTC+2) | België                                 | 2 – 0 | Joegoslavië | Stade Félix Bollaert, Lens Toeschouwers: 41.774 Scheidsrechter: Erik Fredriksson (SWE) |
| 13 juni EK 1984 Groep A № 441 «onderlinge duels» 20:30 uur (UTC+2) | Erwin Vandenbergh 28' Georges Grün 44' |       |             | Stade Félix Bollaert, Lens Toeschouwers: 41.774 Scheidsrechter: Erik Fredriksson (SWE) |

|                                                                    | |       |             |                                                                                    |
| 16 juni EK 1984 Groep A № 442 «onderlinge duels» 20:30 uur (UTC+2) | Denemarken                                                                                         | 5 – 0 | Joegoslavië | Stade de Gerland, Lyon Toeschouwers: 24.736 Scheidsrechter: Augusto Castillo (ESP) |
| 16 juni EK 1984 Groep A № 442 «onderlinge duels» 20:30 uur (UTC+2) | Frank Arnesen 8' Klaus Berggreen 16' Frank Arnesen 69' (pen.) Preben Elkjær 81' John Lauridsen 84' |       |             | Stade de Gerland, Lyon Toeschouwers: 24.736 Scheidsrechter: Augusto Castillo (ESP) |

|                                                                |                                                          |       |                                              |                                                                                               |
| 19 juni EK 1984 Groep A № 443 «onderlinge duels» 20:30 (UTC+2) | Frankrijk                                                | 3 – 2 | Joegoslavië                                  | Stade Geoffroy-Guichard, Saint-Étienne Toeschouwers: 45.789 Scheidsrechter: André Daina (SUI) |
| 19 juni EK 1984 Groep A № 443 «onderlinge duels» 20:30 (UTC+2) | Michel Platini 59' Michel Platini 61' Michel Platini 76' |       | 31' Miloš Šestić 80' (pen.) Dragan Stojković | Stade Geoffroy-Guichard, Saint-Étienne Toeschouwers: 45.789 Scheidsrechter: André Daina (SUI) |

|  |  |  |  |  |  |  |  |  |

|                                                                           | |       |                  |                                                                                |
| 12 september Vriendschappelijk № 444 «onderlinge duels» 20:00 uur (UTC+1) | Schotland | 6 – 1 | Joegoslavië      | Hampden Park, Glasgow Toeschouwers: 18.512 Scheidsrechter: Keith Hackett (ENG) |
| 12 september Vriendschappelijk № 444 «onderlinge duels» 20:00 uur (UTC+1) | Davie Cooper 11' Graeme Souness 18' Kenny Dalglish 31' Paul Sturrock 64' Mo Johnston 66' Charlie Nicholas 80' |       | 10' Fadil Vokrri | Hampden Park, Glasgow Toeschouwers: 18.512 Scheidsrechter: Keith Hackett (ENG) |

|                                                                              |             |       |           |                                                                              |
| 29 september WK 1986 kwalificatie № 445 «onderlinge duels» 17:00 uur (UTC+1) | Joegoslavië | 0 – 0 | Bulgarije | JNA-stadion, Belgrado Toeschouwers: 9.588 Scheidsrechter: László Pádár (HUN) |
| 29 september WK 1986 kwalificatie № 445 «onderlinge duels» 17:00 uur (UTC+1) |             |       |           | JNA-stadion, Belgrado Toeschouwers: 9.588 Scheidsrechter: László Pádár (HUN) |

|                                                                        |                                        |       |                                                         |                                                                                    |
| 20 oktober WK 1986 kwalificatie № 446 «onderlinge duels» 17:00 (UTC+1) | DDR                                    | 2 – 3 | Joegoslavië                                             | Zentralstadion, Leipzig Toeschouwers: 63.000 Scheidsrechter: Horst Brummeier (AUT) |
| 20 oktober WK 1986 kwalificatie № 446 «onderlinge duels» 17:00 (UTC+1) | Michael Glowatzky 11' Rainer Ernst 50' |       | 30' Mehmed Baždarević 48' Fadil Vokrri 80' Miloš Šestić | Zentralstadion, Leipzig Toeschouwers: 63.000 Scheidsrechter: Horst Brummeier (AUT) |

### 1985
|                                                            |                    |       |                                                        |                                                                                         |
| 20 januari Nehru Cup 1985 Groep B № 447 «onderlinge duels» | Iran               | 1 – 3 | Joegoslavië                                            | Maharaja College Stadium, Kochi Toeschouwers: 55.000 Scheidsrechter: Hakim Shetty (IND) |
| 20 januari Nehru Cup 1985 Groep B № 447 «onderlinge duels» | Farshad Peyous 74' |       | 37' Mirsad Baljić 65' Mirsad Baljić 82' Marko Mlinarić | Maharaja College Stadium, Kochi Toeschouwers: 55.000 Scheidsrechter: Hakim Shetty (IND) |

|                                                            |                      |       |                                                |                                                                                             |
| 25 januari Nehru Cup 1985 Groep B № 448 «onderlinge duels» | Sovjet-Unie          | 1 – 2 | Joegoslavië                                    | Maharaja College Stadium, Kochi Toeschouwers: 60.000 Scheidsrechter: Park Hee-Charang (KOR) |
| 25 januari Nehru Cup 1985 Groep B № 448 «onderlinge duels» | Nikolay Larionov 11' |       | 17' (pen.) Faruk Hadžibegić 84' Zlatko Vujović | Maharaja College Stadium, Kochi Toeschouwers: 60.000 Scheidsrechter: Park Hee-Charang (KOR) |

|                                         |                     |       |                |                                                                                      |
| 29 januari Nehru Cup 1985 Groep B № 449 | China University XI | 1 – 1 | Joegoslavië    | Maharaja College Stadium, Kochi Toeschouwers: 35.000 Scheidsrechter: Tarak Sen (IND) |
| 29 januari Nehru Cup 1985 Groep B № 449 | Zvonko Zivkovic 61' |       | 58' Wei Kexing | Maharaja College Stadium, Kochi Toeschouwers: 35.000 Scheidsrechter: Tarak Sen (IND) |

|                                                                 |                 |       |                                                    |                                                                                       |
| 1 februari Nehru Cup 1985 Halve finale № 450 «onderlinge duels» | Zuid-Korea      | 1 – 3 | Joegoslavië                                        | Maharaja College Stadium, Kochi Toeschouwers: 40.000 Scheidsrechter: Bao Yuzhen (CHN) |
| 1 februari Nehru Cup 1985 Halve finale № 450 «onderlinge duels» | Kim Sam-Soo 62' |       | 19' Fadil Vokrri 63' Ivan Gudelj 88' Zoran Vujović | Maharaja College Stadium, Kochi Toeschouwers: 40.000 Scheidsrechter: Bao Yuzhen (CHN) |

|                                                           |                                                   |       |                        |                                                                                              |
| 4 februari Nehru Cup 1985 Finale № 451 «onderlinge duels» | Sovjet-Unie                                       | 2 – 1 | Joegoslavië            | Maharaja College Stadium, Kochi Toeschouwers: 55.000 Scheidsrechter: Syed Shahid Hakim (IND) |
| 4 februari Nehru Cup 1985 Finale № 451 «onderlinge duels» | Syarhey Aleynikaw 11' Faruk Hadžibegić 22' (pen.) |       | 55' Georgiy Kondratyev | Maharaja College Stadium, Kochi Toeschouwers: 55.000 Scheidsrechter: Syed Shahid Hakim (IND) |

|                                                                      |                 |       |           |                                                                                     |
| 27 maart WK 1986 kwalificatie № 452 «onderlinge duels» 17:30 (UTC+1) | Joegoslavië     | 1 – 0 | Luxemburg | Bilino Polje, Zenica Toeschouwers: 30.000 Scheidsrechter: Alexandr Mushkovets (URS) |
| 27 maart WK 1986 kwalificatie № 452 «onderlinge duels» 17:30 (UTC+1) | Ivan Gudelj 27' |       |           | Bilino Polje, Zenica Toeschouwers: 30.000 Scheidsrechter: Alexandr Mushkovets (URS) |

|                                                                     |             |       |           |                                                                                     |
| 3 april WK 1986 kwalificatie № 453 «onderlinge duels» 20:00 (UTC+2) | Joegoslavië | 0 – 0 | Frankrijk | Koševostadion, Sarajevo Toeschouwers: 50.000 Scheidsrechter: Erik Fredriksson (SWE) |
| 3 april WK 1986 kwalificatie № 453 «onderlinge duels» 20:00 (UTC+2) |             |       |           | Koševostadion, Sarajevo Toeschouwers: 50.000 Scheidsrechter: Erik Fredriksson (SWE) |

|                                                                   |           |                  |             |                                                                                           |
| 1 mei WK 1986 kwalificatie № 454 «onderlinge duels» 16:00 (UTC+2) | Luxemburg | 0 – 1            | Joegoslavië | Stade Municipal, Luxemburg Toeschouwers: 6.550 Scheidsrechter: Gudmundur Haraldsson (ISL) |
| 1 mei WK 1986 kwalificatie № 454 «onderlinge duels» 16:00 (UTC+2) |           | 90' Fadil Vokrri |             | Stade Municipal, Luxemburg Toeschouwers: 6.550 Scheidsrechter: Gudmundur Haraldsson (ISL) |

|                                                                        |                                   |       |                    |                                                                                                   |
| 1 juni WK 1986 kwalificatie № 455 «onderlinge duels» 19:00 uur (UTC+3) | Bulgarije                         | 2 – 1 | Joegoslavië        | Vasil Levski Nationaal Stadion, Sofia Toeschouwers: 59.587 Scheidsrechter: Vojtech Christov (TCH) |
| 1 juni WK 1986 kwalificatie № 455 «onderlinge duels» 19:00 uur (UTC+3) | Plamen Getov 27' Plamen Getov 58' |       | 29' Milko Ðurovski | Vasil Levski Nationaal Stadion, Sofia Toeschouwers: 59.587 Scheidsrechter: Vojtech Christov (TCH) |

|                                                                          |                 |       |                                   |                                                                                      |
| 28 september WK 1986 kwalificatie № 456 «onderlinge duels» 19:00 (UTC+2) | Joegoslavië     | 1 – 2 | DDR                               | JNA Stadion, Belgrado Toeschouwers: 45.000 Scheidsrechter: Velodi Miminoshvili (URS) |
| 28 september WK 1986 kwalificatie № 456 «onderlinge duels» 19:00 (UTC+2) | Haris Škoro 83' |       | 47' Andreas Thom 59' Andreas Thom | JNA Stadion, Belgrado Toeschouwers: 45.000 Scheidsrechter: Velodi Miminoshvili (URS) |

|                                                                         |            |                                                        |             |                                                                                |
| 16 oktober Vriendschappelijk № 457 «onderlinge duels» 18:30 uur (UTC+1) | Oostenrijk | 0 – 3                                                  | Joegoslavië | Linzerstadion, Linz Toeschouwers: 14.500 Scheidsrechter: Roger Schoeters (BEL) |
| 16 oktober Vriendschappelijk № 457 «onderlinge duels» 18:30 uur (UTC+1) |            | 11' Zlatko Vujović 43' Mitar Mrkela 64' Zlatko Vujović |             | Linzerstadion, Linz Toeschouwers: 14.500 Scheidsrechter: Roger Schoeters (BEL) |

|                                                                         |                                      |       |             |                                                                                   |
| 16 november WK 1986 kwalificatie № 458 «onderlinge duels» 19:15 (UTC+1) | Frankrijk                            | 2 – 0 | Joegoslavië | Parc des Princes, Parijs Toeschouwers: 45.670 Scheidsrechter: Alexis Ponnet (BEL) |
| 16 november WK 1986 kwalificatie № 458 «onderlinge duels» 19:15 (UTC+1) | Michel Platini 3' Michel Platini 71' |       |             | Parc des Princes, Parijs Toeschouwers: 45.670 Scheidsrechter: Alexis Ponnet (BEL) |

### 1986
|                                                                       |                                              |       |                                            |                                                                                            |
| 30 april Vriendschappelijk № 459 «onderlinge duels» 21:30 uur (UTC−3) | Brazilië                                     | 4 – 2 | Joegoslavië                                | Estádio José do Rego Maciel, Recife Toeschouwers: 54.249 Scheidsrechter: José Wright (BRA) |
| 30 april Vriendschappelijk № 459 «onderlinge duels» 21:30 uur (UTC−3) | Zico 19' Zico 60' (pen.) Zico 75' Careca 82' |       | 42' Nenad Gračan 55' (pen.) Milan Janković | Estádio José do Rego Maciel, Recife Toeschouwers: 54.249 Scheidsrechter: José Wright (BRA) |

|                                                                     |                 |       |                |                                                                             |
| 11 mei Vriendschappelijk № 460 «onderlinge duels» 19:30 uur (UTC+2) | West-Duitsland  | 1 – 1 | Joegoslavië    | Ruhrstadion, Bochum Toeschouwers: 29.000 Scheidsrechter: Ulf Eriksson (SWE) |
| 11 mei Vriendschappelijk № 460 «onderlinge duels» 19:30 uur (UTC+2) | Rudi Völler 61' |       | 6' Haris Škoro | Ruhrstadion, Bochum Toeschouwers: 29.000 Scheidsrechter: Ulf Eriksson (SWE) |

|                                                                     |                  |       |                                                           |                                                                                |
| 19 mei Vriendschappelijk № 461 «onderlinge duels» 20:00 uur (UTC+2) | België           | 1 – 3 | Joegoslavië                                               | Heizelstadion, Brussel Toeschouwers: 10.000 Scheidsrechter: Alain Delmer (FRA) |
| 19 mei Vriendschappelijk № 461 «onderlinge duels» 20:00 uur (UTC+2) | Nico Claesen 60' |       | 7' Haris Škoro 23' Nenad Gračan 27' (pen.) Zlatko Vujović | Heizelstadion, Brussel Toeschouwers: 10.000 Scheidsrechter: Alain Delmer (FRA) |

|                                                                            |                                                                              |       |         |                                                                              |
| 29 oktober EK 1988 kwalificatie № 462 «onderlinge duels» 17:30 uur (UTC+1) | Joegoslavië                                                                  | 4 – 0 | Turkije | Poljudstadion, Split Toeschouwers: 11.270 Scheidsrechter: Carlo Longhi (ITA) |
| 29 oktober EK 1988 kwalificatie № 462 «onderlinge duels» 17:30 uur (UTC+1) | Zlatko Vujović 25' Zlatko Vujović 35' Dejan Savićević 75' Zlatko Vujović 84' |       |         | Poljudstadion, Split Toeschouwers: 11.270 Scheidsrechter: Carlo Longhi (ITA) |

|                                                                           |                                   |       |             |                                                                                 |
| 12 november EK 1988 kwalificatie № 621 «onderlinge duels» 19:45 uur (UTC) | Engeland                          | 2 – 0 | Joegoslavië | Wembley Stadium, Londen Toeschouwers: 60.000 Scheidsrechter: Franz Wöhrer (AUT) |
| 12 november EK 1988 kwalificatie № 621 «onderlinge duels» 19:45 uur (UTC) | Gary Mabbutt 21' Viv Anderson 57' |       |             | Wembley Stadium, Londen Toeschouwers: 60.000 Scheidsrechter: Franz Wöhrer (AUT) |

### 1987
|                                                                       |                                                                       |       |            |                                                                                        |
| 25 maart Vriendschappelijk № 464 «onderlinge duels» 18:00 uur (UTC+1) | Joegoslavië                                                           | 4 – 0 | Oostenrijk | Banja Lukastadion, Banja Luka Toeschouwers: 18.000 Scheidsrechter: Renzo Peduzzi (SUI) |
| 25 maart Vriendschappelijk № 464 «onderlinge duels» 18:00 uur (UTC+1) | Darko Pančev 39' Dragan Stojković 56' Semir Tuce 75' Darko Pančev 80' |       |            | Banja Lukastadion, Banja Luka Toeschouwers: 18.000 Scheidsrechter: Renzo Peduzzi (SUI) |

|                                                                          |                  |       |                                         |                                                                                |
| 29 april EK 1988 kwalificatie № 465 «onderlinge duels» 20:00 uur (UTC+1) | Noord-Ierland    | 1 – 2 | Joegoslavië                             | Windsor Park, Belfast Toeschouwers: 5.482 Scheidsrechter: Werner Föckler (FRG) |
| 29 april EK 1988 kwalificatie № 465 «onderlinge duels» 20:00 uur (UTC+1) | Colin Clarke 39' |       | 48' Dragan Stojković 79' Zlatko Vujović | Windsor Park, Belfast Toeschouwers: 5.482 Scheidsrechter: Werner Föckler (FRG) |

|                                                                          |             |                      |             |                                                                                            |
| 29 augustus Vriendschappelijk № 466 «onderlinge duels» 18:00 uur (UTC+1) | Joegoslavië | 0 – 1                | Sovjet-Unie | Rode Sterstadion, Belgrado Toeschouwers: 15.000 Scheidsrechter: Nedyalko Tahtadzhiev (BUL) |
| 29 augustus Vriendschappelijk № 466 «onderlinge duels» 18:00 uur (UTC+1) |             | 42' Igor Dobrovolski |             | Rode Sterstadion, Belgrado Toeschouwers: 15.000 Scheidsrechter: Nedyalko Tahtadzhiev (BUL) |

|                                                                           |                          |       |             |                                                                                 |
| 23 september Vriendschappelijk № 467 «onderlinge duels» 20:30 uur (UTC+2) | Italië                   | 1 – 0 | Joegoslavië | Arena Garibaldi, Pisa Toeschouwers: 21.729 Scheidsrechter: Emilio Soriano (ESP) |
| 23 september Vriendschappelijk № 467 «onderlinge duels» 20:30 uur (UTC+2) | Alessandro Altobelli 23' |       |             | Arena Garibaldi, Pisa Toeschouwers: 21.729 Scheidsrechter: Emilio Soriano (ESP) |

|                                                                            |                                                               |       |               |                                                                                     |
| 14 oktober EK 1988 kwalificatie № 468 «onderlinge duels» 17:00 uur (UTC+1) | Joegoslavië                                                   | 3 – 0 | Noord-Ierland | Stadion Grbavica, Sarajevo Toeschouwers: 14.075 Scheidsrechter: Klaus Peschel (DDR) |
| 14 oktober EK 1988 kwalificatie № 468 «onderlinge duels» 17:00 uur (UTC+1) | Fadil Vokrri 13' Fadil Vokrri 35' Faruk Hadžibegić 73' (pen.) |       |               | Stadion Grbavica, Sarajevo Toeschouwers: 14.075 Scheidsrechter: Klaus Peschel (DDR) |

|                                                                             |                    |       |                                                                    |                                                                                              |
| 11 november EK 1988 kwalificatie № 469 «onderlinge duels» 14:30 uur (UTC+1) | Joegoslavië        | 1 – 4 | Engeland                                                           | Stadion FK Crvena Zvezda, Belgrado Toeschouwers: 70.000 Scheidsrechter: Michel Vautrot (FRA) |
| 11 november EK 1988 kwalificatie № 469 «onderlinge duels» 14:30 uur (UTC+1) | Srečko Katanec 80' |       | 4' Peter Beardsley 17' John Barnes 20' Bryan Robson 25' Tony Adams | Stadion FK Crvena Zvezda, Belgrado Toeschouwers: 70.000 Scheidsrechter: Michel Vautrot (FRA) |

|                                                                             |                                    |       |                                                                      |                                                                                    |
| 16 december EK 1988 kwalificatie № 470 «onderlinge duels» 14:00 uur (UTC+2) | Turkije                            | 2 – 3 | Joegoslavië                                                          | İzmir Atatürkstadion, İzmir Toeschouwers: 4.657 Scheidsrechter: Bruno Galler (SUI) |
| 16 december EK 1988 kwalificatie № 470 «onderlinge duels» 14:00 uur (UTC+2) | Yusuf Altıntaş 68' Feyyaz Uçar 73' |       | 5' Ljubomir Radanović 40' Srećko Katanec 54' (pen.) Faruk Hadžibegić | İzmir Atatürkstadion, İzmir Toeschouwers: 4.657 Scheidsrechter: Bruno Galler (SUI) |

### 1988
|                                                                     |                  |       |                                           |                                                                              |
| 23 maart Vriendschappelijk № 471 «onderlinge duels» 19:30 uur (UTC) | Wales            | 1 – 2 | Joegoslavië                               | Vetch Field, Swansea Toeschouwers: 5.985 Scheidsrechter: Bobby Stewart (NIR) |
| 23 maart Vriendschappelijk № 471 «onderlinge duels» 19:30 uur (UTC) | Dean Saunders 1' |       | 43' Dragan Stojković 71' Dragan Stojković | Vetch Field, Swansea Toeschouwers: 5.985 Scheidsrechter: Bobby Stewart (NIR) |

|                                                                       |                        |       |                     |                                                                             |
| 31 maart Vriendschappelijk № 472 «onderlinge duels» 19:00 uur (UTC+2) | Joegoslavië            | 1 – 1 | Italië              | Poljudstadion, Split Toeschouwers: 12.000 Scheidsrechter: Helmut Kohl (AUT) |
| 31 maart Vriendschappelijk № 472 «onderlinge duels» 19:00 uur (UTC+2) | Dragan Jakovljević 45' |       | 10' Gianluca Vialli | Poljudstadion, Split Toeschouwers: 12.000 Scheidsrechter: Helmut Kohl (AUT) |

|                                                                       |                                   |       |             |                                                                                |
| 27 april Vriendschappelijk № 473 «onderlinge duels» 18:15 uur (UTC+1) | Ierland                           | 2 – 0 | Joegoslavië | Lansdowne Road, Dublin Toeschouwers: 12.000 Scheidsrechter: George Smith (SCO) |
| 27 april Vriendschappelijk № 473 «onderlinge duels» 18:15 uur (UTC+1) | Mick McCarthy 24' Kevin Moran 65' |       |             | Lansdowne Road, Dublin Toeschouwers: 12.000 Scheidsrechter: George Smith (SCO) |

|                                                                     |                     |       |                       |                                                                                |
| 4 juni Vriendschappelijk № 474 «onderlinge duels» 18:00 uur (UTC+2) | West-Duitsland      | 1 – 1 | Joegoslavië           | Weserstadion, Bremen Toeschouwers: 13.000 Scheidsrechter: Aleksey Spirin (URS) |
| 4 juni Vriendschappelijk № 474 «onderlinge duels» 18:00 uur (UTC+2) | Lothar Matthäus 65' |       | 14' (e.d.) Eike Immel | Weserstadion, Bremen Toeschouwers: 13.000 Scheidsrechter: Aleksey Spirin (URS) |

|                                                                          |             |                                            |             |                                                                                       |
| 24 augustus Vriendschappelijk № 475 «onderlinge duels» 20:15 uur (UTC+2) | Zwitserland | 0 – 2                                      | Joegoslavië | Stadion Allmend, Luzern Toeschouwers: 6.700 Scheidsrechter: Jean-Marie Lartigot (FRA) |
| 24 augustus Vriendschappelijk № 475 «onderlinge duels» 20:15 uur (UTC+2) |             | 65' Radmilo Mihajlović 82' Vladislav Đukić |             | Stadion Allmend, Luzern Toeschouwers: 6.700 Scheidsrechter: Jean-Marie Lartigot (FRA) |

|                                                                           |                     |       |                                              |                                                                                         |
| 14 september Vriendschappelijk № 476 «onderlinge duels» 20:30 uur (UTC+2) | Spanje              | 1 – 2 | Joegoslavië                                  | Estadio Carlos Tartiere, Oviedo Toeschouwers: 22.000 Scheidsrechter: Alder Santos (POR) |
| 14 september Vriendschappelijk № 476 «onderlinge duels» 20:30 uur (UTC+2) | Michel González 25' |       | 46' Mehmed Baždarević 84' Borislav Cvetković | Estadio Carlos Tartiere, Oviedo Toeschouwers: 22.000 Scheidsrechter: Alder Santos (POR) |

|                                                                            |                 |       |                    |                                                                                        |
| 19 oktober WK 1990 kwalificatie № 477 «onderlinge duels» 20:00 uur (UTC+1) | Schotland       | 1 – 1 | Joegoslavië        | Hampden Park, Glasgow Toeschouwers: 42.771 Scheidsrechter: Karl-Heinz Tritschler (FRG) |
| 19 oktober WK 1990 kwalificatie № 477 «onderlinge duels» 20:00 uur (UTC+1) | Mo Johnston 19' |       | 37' Srećko Katanec | Hampden Park, Glasgow Toeschouwers: 42.771 Scheidsrechter: Karl-Heinz Tritschler (FRG) |

|                                                                         |                                                         |       |                                      |                                                                                  |
| 19 november WK 1990 kwalificatie № 478 «onderlinge duels» 19:00 (UTC+1) | Joegoslavië                                             | 3 – 2 | Frankrijk                            | JNA-stadion, Belgrado Toeschouwers: 7.489 Scheidsrechter: Erik Fredriksson (SWE) |
| 19 november WK 1990 kwalificatie № 478 «onderlinge duels» 19:00 (UTC+1) | Predrag Spasić 11' Safet Sušić 76' Dragan Stojković 83' |       | 3' Christian Perez 68' Franck Sauzée | JNA-stadion, Belgrado Toeschouwers: 7.489 Scheidsrechter: Erik Fredriksson (SWE) |

|                                                                             |                                                                                         |       |        |                                                                                   |
| 11 december WK 1990 kwalificatie № 479 «onderlinge duels» 18:00 uur (UTC+1) | Joegoslavië                                                                             | 4 – 0 | Cyprus | Rode Sterstadion, Belgrado Toeschouwers: 15.246 Scheidsrechter: Todor Kolev (BUL) |
| 11 december WK 1990 kwalificatie № 479 «onderlinge duels» 18:00 uur (UTC+1) | Dejan Savićević 13' Dejan Savićević 33' Faruk Hadžibegić 44' (pen.) Dejan Savićević 82' |       |        | Rode Sterstadion, Belgrado Toeschouwers: 15.246 Scheidsrechter: Todor Kolev (BUL) |

### 1989
|                                                                      |                       |       |                                                                             |                                                                                 |
| 5 april Vriendschappelijk № 480 «onderlinge duels» 18:30 uur (UTC+3) | Griekenland           | 1 – 4 | Joegoslavië                                                                 | Olympisch Stadion, Athene Toeschouwers: 2.000 Scheidsrechter: Fritz Kaupe (AUT) |
| 5 april Vriendschappelijk № 480 «onderlinge duels» 18:30 uur (UTC+3) | Tasos Mitropoulos 60' |       | 22' Zlatko Vujović 75' Semir Tuce 80' Dragan Jakovljević 83' Zlatko Vujović | Olympisch Stadion, Athene Toeschouwers: 2.000 Scheidsrechter: Fritz Kaupe (AUT) |

|                                                                      |           |       |             |                                                                                   |
| 29 april WK 1990 kwalificatie № 481 «onderlinge duels» 20:30 (UTC+2) | Frankrijk | 0 – 0 | Joegoslavië | Parc des Princes, Parijs Toeschouwers: 39.469 Scheidsrechter: Tullio Lanese (ITA) |
| 29 april WK 1990 kwalificatie № 481 «onderlinge duels» 20:30 (UTC+2) |           |       |             | Parc des Princes, Parijs Toeschouwers: 39.469 Scheidsrechter: Tullio Lanese (ITA) |

|                                                                     |                                |       |             |                                                                                     |
| 27 mei Vriendschappelijk № 482 «onderlinge duels» 19:00 uur (UTC+2) | België                         | 1 – 0 | Joegoslavië | Heizelstadion, Brussel Toeschouwers: 2.335 Scheidsrechter: Serge Muhmenthaler (SUI) |
| 27 mei Vriendschappelijk № 482 «onderlinge duels» 19:00 uur (UTC+2) | Marc Van Der Linden 77' (pen.) |       |             | Heizelstadion, Brussel Toeschouwers: 2.335 Scheidsrechter: Serge Muhmenthaler (SUI) |

|                                                                         |                      |       |                                         |                                                                               |
| 14 juni WK 1990 kwalificatie № 483 «onderlinge duels» 19:00 uur (UTC+2) | Noorwegen            | 1 – 2 | Joegoslavië                             | Ullevaalstadion, Oslo Toeschouwers: 22.740 Scheidsrechter: Vadzim Zjoek (URS) |
| 14 juni WK 1990 kwalificatie № 483 «onderlinge duels» 19:00 uur (UTC+2) | Jan Åge Fjørtoft 89' |       | 23' Dragan Stojković 88' Zlatko Vujović | Ullevaalstadion, Oslo Toeschouwers: 22.740 Scheidsrechter: Vadzim Zjoek (URS) |

|                                                                      |                                   |       |                                      |                                                                                         |
| 23 augustus Vriendschappelijk № 484 «onderlinge duels» 19:00 (UTC+3) | Finland                           | 2 – 2 | Joegoslavië                          | Väinölänniemen Stadion, Kuopio Toeschouwers: 6.386 Scheidsrechter: Håkan Lundgren (SWE) |
| 23 augustus Vriendschappelijk № 484 «onderlinge duels» 19:00 (UTC+3) | Kimmo Tarkkio 1' Kari Ukkonen 27' |       | 12' Darko Pančev 51' Dejan Savićević | Väinölänniemen Stadion, Kuopio Toeschouwers: 6.386 Scheidsrechter: Håkan Lundgren (SWE) |

|                                                                             |                                                              |       |                  |                                                                                          |
| 6 september WK 1990 kwalificatie № 485 «onderlinge duels» 20:00 uur (UTC+2) | Joegoslavië                                                  | 3 – 1 | Schotland        | Maksimirstadion, Zagreb Toeschouwers: 42.500 Scheidsrechter: Marcel Van Langenhove (BEL) |
| 6 september WK 1990 kwalificatie № 485 «onderlinge duels» 20:00 uur (UTC+2) | Srećko Katanec 52' Steve Nicol 57' (e.d.) Zlatko Vujović 59' |       | 37' Gordon Durie | Maksimirstadion, Zagreb Toeschouwers: 42.500 Scheidsrechter: Marcel Van Langenhove (BEL) |

|                                                                           |                                                             |       |             |                                                                                    |
| 20 september Vriendschappelijk № 486 «onderlinge duels» 16:30 uur (UTC+2) | Joegoslavië                                                 | 3 – 0 | Griekenland | Stadion Vojvodine, Novi Sad Toeschouwers: 7.000 Scheidsrechter: Gábor Plasek (HUN) |
| 20 september Vriendschappelijk № 486 «onderlinge duels» 16:30 uur (UTC+2) | Dragoljub Brnović 8' Robert Prosinečki 16' Darko Pančev 83' |       |             | Stadion Vojvodine, Novi Sad Toeschouwers: 7.000 Scheidsrechter: Gábor Plasek (HUN) |

|                                                                            |                             |       |           |                                                                                  |
| 11 oktober WK 1990 kwalificatie № 487 «onderlinge duels» 17:30 uur (UTC+1) | Joegoslavië                 | 1 – 0 | Noorwegen | Koševostadion, Sarajevo Toeschouwers: 32.000 Scheidsrechter: Yusuf Namoğlu (TUR) |
| 11 oktober WK 1990 kwalificatie № 487 «onderlinge duels» 17:30 uur (UTC+1) | Faruk Hadžibegić 45' (pen.) |       |           | Koševostadion, Sarajevo Toeschouwers: 32.000 Scheidsrechter: Yusuf Namoğlu (TUR) |

|                                                                            |                          |       |                                         |                                                                               |
| 28 oktober WK 1990 kwalificatie № 488 «onderlinge duels» 16:45 uur (UTC+2) | Cyprus                   | 1 – 2 | Joegoslavië                             | Olympisch Stadion, Athene Toeschouwers: 1.046 Scheidsrechter: Ioan Igna (ROU) |
| 28 oktober WK 1990 kwalificatie № 488 «onderlinge duels» 16:45 uur (UTC+2) | Pambos Pittas 38' (pen.) |       | 5' Vujadin Stanojković 50' Darko Pančev | Olympisch Stadion, Athene Toeschouwers: 1.046 Scheidsrechter: Ioan Igna (ROU) |

|                                                                          |          |       |             |                                                                                |
| 14 november Vriendschappelijk № 489 «onderlinge duels» 16:00 uur (UTC−2) | Brazilië | 0 – 0 | Joegoslavië | Almeidão, João Pessoa Toeschouwers: 27.604 Scheidsrechter: Pietro D`Elia (ITA) |
| 14 november Vriendschappelijk № 489 «onderlinge duels» 16:00 uur (UTC−2) |          |       |             | Almeidão, João Pessoa Toeschouwers: 27.604 Scheidsrechter: Pietro D`Elia (ITA) |

|                                                                        |                                  |       |                 |                                                                                 |
| 13 december Vriendschappelijk № 490 «onderlinge duels» 20:00 uur (UTC) | Engeland                         | 2 – 1 | Joegoslavië     | Wembley Stadium, Londen Toeschouwers: 34.796 Scheidsrechter: Dieter Pauly (FRG) |
| 13 december Vriendschappelijk № 490 «onderlinge duels» 20:00 uur (UTC) | Bryan Robson 1' Bryan Robson 70' |       | 17' Haris Škoro | Wembley Stadium, Londen Toeschouwers: 34.796 Scheidsrechter: Dieter Pauly (FRG) |

CONMEBOL: Bolivia · Chili  · Colombia · Ecuador · Uruguay

UEFA: Albanië · België · Bulgarije · Cyprus · Denemarken · West-Duitsland · Duitse Democratische Republiek · Engeland · Faeröer · Finland · Frankrijk · Griekenland · Hongarije · IJsland · Ierland · Israël · Italië · Joegoslavië ·  Liechtenstein · Luxemburg · Malta · Nederland · Noord-Ierland · Noorwegen · Oostenrijk · Polen · Portugal · Roemenië · San Marino · Schotland ·  Sovjet-Unie ·  Spanje · Tsjecho-Slowakije · Turkije · Wales ·  Zweden · Zwitserland

CAF: Madagaskar

FSJ · A-internationals · Bondscoaches · Selecties · Joegoslavisch vrouwenelftal · Joegoslavië U21 · Joegoslavië U19 · Joegoslavië U18 · Joegoslavië U17 · Joegoslavië U16
1920 – 1929 ·
1930 – 1939 ·
1940 – 1949 ·
1950 – 1959 ·
1960 – 1969 ·
1970 – 1979 ·
1980 – 1989 ·
1990 – 1999 ·
2000 – 2002
EK 1960 · 
EK 1968 · 
EK 1976 · 
EK 1984 · 
EK 2000
WK 1930 · 
WK 1950 · 
WK 1954 · 
WK 1958 · 
WK 1962 · 
WK 1974 · 
WK 1982 · 
WK 1990 · 
WK 1998 · 
OS 1920 · 
OS 1924 · 
OS 1928 · 
OS 1948 · 
OS 1952 · 
OS 1956 · 
OS 1960 · 
OS 1980 · 
OS 1984 · 
OS 1988
1920 · 
1921 · 
1922 · 
1923 · 
1924 · 
1925 · 
1926 · 
1927 · 
1928 · 
1929 · 
1930 · 
1931 · 
1932 · 
1933 · 
1934 · 
1935 · 
1936 · 
1937 · 
1938 · 
1939 · 
1940 · 
1941 · 
1942 · 1943 · 1944 · 1945 · 
1946 · 
1947 · 
1948 · 
1949 · 
1950 · 
1952 · 
1952 · 
1953 · 
1954 · 
1955 · 
1956 · 
1957 · 
1958 · 
1959 · 
1960 · 
1961 · 
1962 · 
1963 · 
1964 · 
1965 · 
1966 · 
1967 · 
1968 · 
1969 · 
1970 · 
1971 · 
1972 · 
1973 · 
1974 · 
1975 · 
1976 · 
1977 · 
1978 · 
1979 · 
1980 · 
1981 · 
1982 · 
1983 · 
1984 · 
1985 · 
1986 · 
1987 · 
1988 · 
1989 · 
1990 · 
1991 · 
1992 · 
1993 · 
1994 · 
1995 · 
1996 · 
1997 · 
1998 · 
1999 · 
2000 · 
2001 · 
2002 · 
Albanië ·
Algerije ·
Argentinië ·
Bangladesh ·
België ·
Bolivia ·
Bosnië en Herzegovina · 
Brazilië ·
Bulgarije ·
Canada ·
Chili ·
China ·
Colombia ·
Congo-Kinshasa ·
Costa Rica ·
Cyprus ·
Denemarken ·
DDR ·
Duitsland ·
Ecuador ·
Egypte ·
El Salvador · 
Engeland ·
Ethiopië ·
Faeröer ·
Finland ·
Frankrijk ·
Ghana · 
Griekenland ·
Honduras ·
Hongarije ·
Hongkong ·
Ierland ·
Indonesië ·
Iran ·
Israël ·
Italië ·
Japan ·
Kroatië ·
Luxemburg ·
Malta ·
Marokko ·
Mexico ·
Nederland ·
Nigeria ·
Noord-Ierland ·
Noord-Macedonië ·
Noorwegen ·
Oekraïne ·
Oostenrijk ·
Paraguay ·
Peru · 
Polen ·
Portugal ·
Roemenië ·
Rusland ·
Saarland ·
Schotland ·
Slovenië ·
Slowakije ·
Sovjet-Unie ·
Spanje ·
Tsjechië ·
Tsjecho-Slowakije ·
Tunesië ·
Turkije ·
Uruguay ·
Venezuela ·
Verenigde Arabische Emiraten ·
Verenigde Staten ·
Wales ·
Zuid-Korea ·
Zweden ·
Zwitserland